# Église Santa Maria della Consolazione de Todi
L’église de Santa Maria della Consolazione de Todi, en Ombrie (Italie), est un exemple architectonique d’église à plan central, plus précisément à croix grecque (c’est-à-dire, une croix dont les branches sont de même longueur et se croisent en leur milieu).
L’arrangement de ses parties est dû à la recherche d’équilibre et d’unité d’espace typique de l’architecture Renaissance. L’église, qui a été bâtie entre 1508 et 1607, se trouve à l’extérieur des murs de la ville médiévale.

## Histoire
Selon la légende chrétienne, l’église a été construite au début du XVIe siècle après un miracle ayant eu lieu grâce à l'intercession de Marie de Nazareth. Santa Maria della Consolazione devait devenir un célèbre lieu de pèlerinage. Les conséquences en furent la garantie du financement de la construction et un incontestable prestige pour la petite commune de Todi.
La paternité du projet est généralement attribuée à des architectes qui s’inscrivent dans l’école de Bramante : les différentes sources parlent surtout de Cola da Caprarola, Antonio da Sangallo le Jeune, Galeazzo Alessi, Michele Sanmicheli et de Vignole.

## Description
Le projet fait référence  au concept original conçu pour la basilique Saint-Pierre à Rome, ou Bramante prévoyait de faire bâtir une église à plan central.
Quatre absides, qui forment les branches de la croix, composent la majeure partie du périmètre. Une terrasse carrée couronne le bloc central.
La partie supérieure de l’église est formée par un dôme à tambour surmonté d'un lanternon.
L’avantage stylistique d’un bâtiment à plan central créait de son côté quelques problèmes d’ordre pratique. La sacristie, bâtiment annexe, rompt l’harmonie de l’ensemble extérieur : elle fut démolie en 1862. Une icône de Marie, destinée à devenir le centre spirituel du bâtiment, fut placée dans l’abside nord de l’église qui se distingue des autres par sa forme en parfait demi-cercle. Les absides au sud, à l'est et à l'ouest ont une forme polygonale. Elles sont décorées de niches.

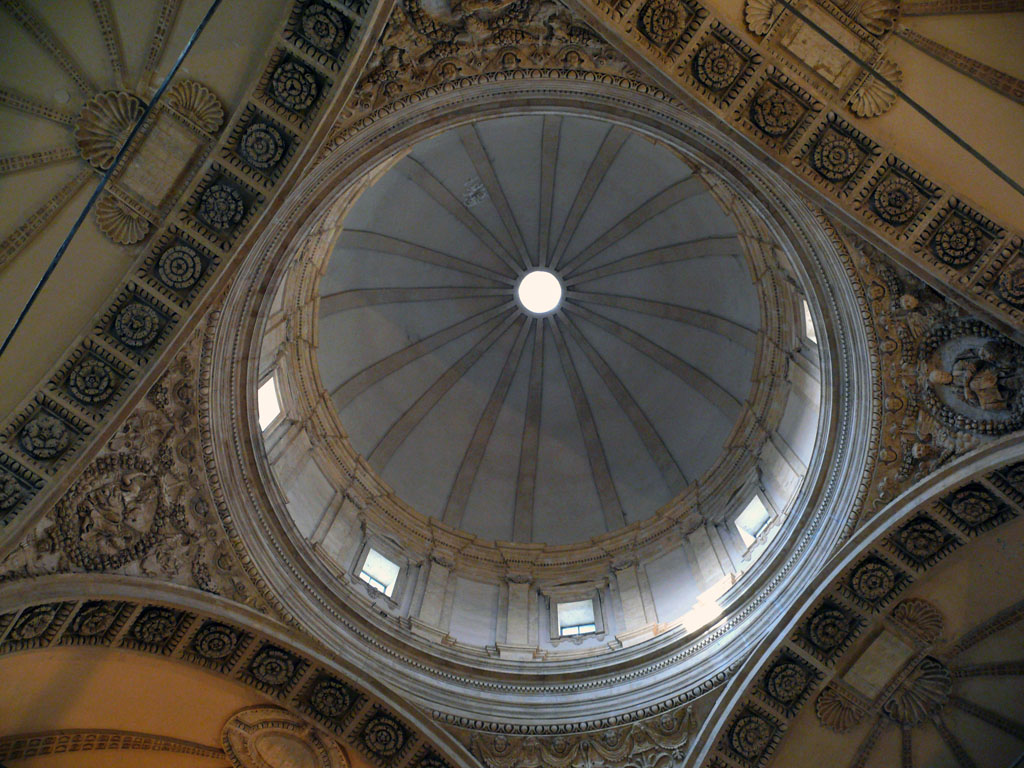
La coupole
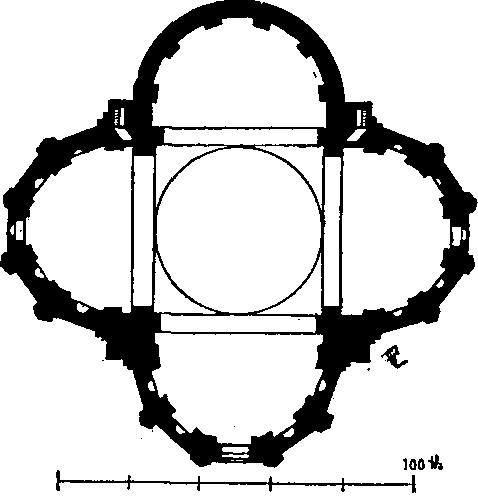
Le plan central à croix grecque
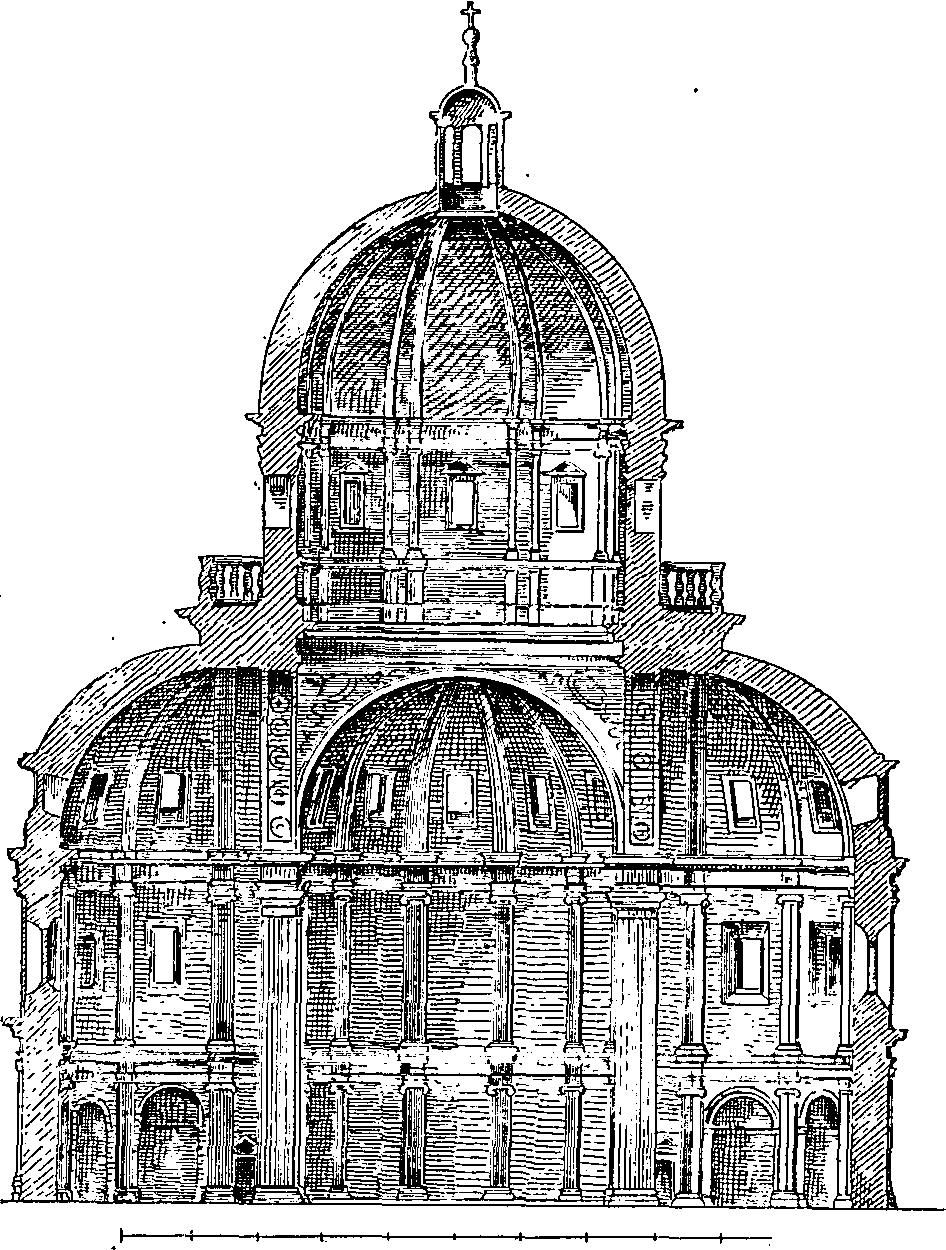
Coupe transversale, d'après Léon Palustre, L'Architecture de la Renaissance, 1892

## Source d'inspiration
L'architecte catalan Ricardo Bofill s'inspire de Santa Maria della Consolazione pour dessiner le plan de la place du Nombre d'Or, dans le quartier Antigone qu'il conçoit à Montpellier à partir de 1983.